# کول‌تپه شمالی
کول تپه شمالی مربوط به دوره اشکانیان - اوایل اسلام است و در شهرستان مشگین‌شهر، شهر رضی، بخش ارشق، دهستان ارشق شمالی، روستای دره بیگلو واقع شده و این اثر در تاریخ ۲۶ اسفند ۱۳۸۷ با شمارهٔ ثبت ۲۵۷۶۹ به‌عنوان یکی از آثار ملی ایران به ثبت رسیده است.